# Gložje
Gložje (cirill betűkkel Гложје, bolgárul Гложие) egy falu Szerbiában, a Pcsinyai körzetben, a Bosilegradi községben.

## Népesség
- 1948-ban 829 lakosa volt.
- 1953-ban 844 lakosa volt.
- 1961-ben 796 lakosa volt.
- 1971-ben 783 lakosa volt.
- 1981-ben 630 lakosa volt.
- 1991-ben 428 lakosa volt
- 2002-ben 327 lakosa volt,[1] akik közül 176 bolgár (53,82%), 73 szerb (22,32%), 20 jugoszláv, 17 ismeretlen.[2]